# Euro1080
Euro1080 was het eerste hdtv-mediabedrijf in Europa, maar werd failliet verklaard in 2013.
Euro1080 ontstond in de schoot van Alfacam in 2003. Terwijl hdtv in Japan en de USA een hoge vlucht nam in die periode, was in Europa de houding eerder afwachtend. Om enerzijds de evidente leemte op te vangen en om anderzijds een platform aan te bieden waarop de honderden hdtv-producties waaraan Alfacam ondertussen meewerkte, in Europa konden getoond worden, werd beslist om in 2004 met Euro1080 van start te gaan.
Het mediabedrijf Euro1080, dat gevestigd was te Lint, startte op 1 januari 2004 met HD1, het eerste hdtv-kanaal in Europa. HD1 is een kanaal met een pan-Europees bereik, zodat het met een satellietontvanger ontvangen kan worden, maar het wordt ook door een aantal Europese kabelmaatschappijen aangeboden via de kabel.
In de loop van 2005 gingen HD2 en HD5 de ether in. Aangezien het niet mogelijk was om voor sommige evenementen de pan-Europese uitzendrechten te verwerven maar wel voor specifieke landen in Europa, werd HD2, het focuskanaal, opgericht. Dankzij de decodeerkaart van Euro1080 konden sommige landen er als het ware worden uitgeknipt zodat kijkers in landen waarvoor Euro1080 de rechten had verworven, die speciale uitzendingen toch konden zien. HD5 was het demonstratiekanaal, dat de kijker meer uitleg gaf in verband met Euro1080 en hdtv. HD2 en HD5 deelden dezelfde frequentie. Dit betekende dat wanneer HD2 uitzond, HD5 niet zichtbaar was en omgekeerd.
Sinds begin 2006 waren beide kanalen (HD1 en HD2/HD5) te ontvangen via satellietpositie Astra 19,2°O.
Het bedrijf had veel ervaring opgedaan in het verwerven van uitzendrechten van topsportevenementen zoals de Olympische Winterspelen van Turijn, het WK voetbal 2006 en Wimbledon 2006. Deze events werden dan live op HD2 getoond en in sommige gevallen zelfs in uitgesteld relais op HD1.
Euro1080 verzorgde ook de exploitatie van het cultuurzender EXQI.
Op 19 april 2013 werd Euro 1080 door de Antwerpse handelsrechtbank failliet verklaard, samen met Alfacam.